# Crnogorski fudbalski kup 2009-2010
La Crnogorski fudbalski kup 2009-2010 (in italiano Coppa montenegrina di calcio 2009-2010), conosciuta anche come Kup Crne Gore u fudbalu 2009-2010, fu la 4ª edizione della coppa del Montenegro di calcio.
Il detentore era il Petrovac. In questa edizione la coppa fu vinta dal Rudar Pljevlja (al suo 2º titolo) che sconfisse in finale il Budućnost.

## Formula
La formula è quella dell'eliminazione diretta, in caso si parità al 90º minuto si va direttamente ai tiri di rigore senza disputare i tempi supplementari (eccetto in finale). Gli accoppiamenti sono decisi tramite sorteggio.

### Calendario
| Turno            | Numero di incontri | Squadre | Entrano in questo turno         | Date                          |
| ---------------- | ------------------ | ------- | ------------------------------- | ----------------------------- |
| Primo turno      | 14                 | 30 → 16 | Tutte eccetto Petrovac e Lovćen | 16 settembre 2009             |
| Ottavi di finale | 16                 | 16 → 8  | Petrovac e Lovćen               | 21 ottobre e 4 novembre 2009  |
| Quarti di finale | 8                  | 8 → 4   | –                               | 25 novembre e 9 dicembre 2009 |
| Semifinali       | 4                  | 4 → 2   | –                               | 14 e 28 aprile 2010           |
| Finale           | 1                  | 2 → 1   | –                               | 19 maggio 2010                |

### Squadre partecipanti
Partecipano 30 squadre: le 12 della Prva liga, le 12 della Druga liga e le 6 finaliste delle tre coppe regionali (Nord, Centro e Sud).
Prva liga
- Berane
- Budućnost
- Dečić
- Grbalj
- Kom
- Lovćen
- Mogren
- Mornar
- Petrovac
- Rudar Pljevlja
- Sutjeska
- Zeta

Druga liga
- OFK Bar
- Bokelj
- Bratstvo
- Čelik Nikšić
- Crvena Stijena
- Gusinje
- Ibar
- Jedinstvo Bijelo Polje
- Jezero
- Mladost Podgorica
- Otrant-Olympic
- Zabjelo

Treća liga
- Arsenal Tivat (vincitore Sud)
- Drezga (finalista Centro)
- Iskra Danilovgrad (vincitore Centro)
- Petnjica (vincitore Nord)
- Pljevlja (finalista Nord)
- Sloga Bar (finalista Sud)

## Primo turno
Petrovac e Lovćen esentate in quanto finaliste della Crnogorski fudbalski kup 2008-2009.
| Squadra 1              | Risultato       | Squadra 2         |
| ---------------------- | --------------- | ----------------- |
| 16.09.2009             |                 |                   |
| Budućnost              | 2 – 1           | Otrant-Olympic    |
| Mornar                 | 1 – 0           | Bratstvo          |
| Kom                    | 1 – 2           | Jezero            |
| Čelik Nikšić           | 0 – 0 (5-3 dtr) | Mogren            |
| Crvena Stijena         | 0 – 2           | Grbalj            |
| Jedinstvo Bijelo Polje | 2 – 0           | Berane            |
| Gusinje                | 0 – 2           | Dečić             |
| Iskra Danilovgrad      | 2 – 3           | Sutjeska          |
| Pljevlja               | 1 – 2           | Zeta              |
| Sloga Bar              | 0 – 7           | Rudar Pljevlja    |
| OFK Bar                | 1 – 0           | Zabjelo           |
| Arsenal Tivat          | 1 – 1 (1-3 dtr) | Bokelj            |
| Drezga                 | 0 – 0 (5-3 dtr) | Ibar              |
| Petnjica               | 0 – 5           | Mladost Podgorica |

## Ottavi di finale
| Squadra 1              | Totale | Squadra 2         | Andata     | Ritorno    |
| ---------------------- | ------ | ----------------- | ---------- | ---------- |
|                        |        |                   | 21.10.2009 | 04.11.2009 |
| Budućnost              | 4 – 0  | Lovćen            | 2 – 0      | 2 – 0      |
| Dečić                  | 0 – 3  | Sutjeska          | 0 – 1      | 0 – 2      |
| Zeta                   | 1 – 2  | OFK Bar           | 0 – 2      | 1 – 0      |
| Jedinstvo Bijelo Polje | 1 – 3  | Rudar Pljevlja    | 0 – 2      | 1 – 1      |
| Bokelj                 | 1 – 8  | Grbalj            | 0 – 4      | 1 – 4      |
| Čelik Nikšić           | 1 – 5  | Mornar            | 1 – 3      | 0 – 2      |
| Drezga                 | 0 – 7  | Petrovac          | 0 – 3      | 0 – 4      |
| Jezero                 | 4 – 10 | Mladost Podgorica | 1 – 4      | 3 – 6      |

## Quarti di finale
| Squadra 1         | Totale | Squadra 2      | Andata     | Ritorno    |
| ----------------- | ------ | -------------- | ---------- | ---------- |
|                   |        |                | 25.11.2009 | 09.12.2009 |
| Mornar            | 1 – 6  | Rudar Pljevlja | 0 – 0      | 1 – 6      |
| Petrovac          | 4 – 2  | OFK Bar        | 1 – 1      | 3 – 1      |
| Mladost Podgorica | 4 – 6  | Grbalj         | 1 – 2      | 3 – 4      |
| Budućnost         | 2 – 1  | Sutjeska       | 1 – 1      | 1 – 0      |

## Semifinali
| Squadra 1      | Totale | Squadra 2 | Andata     | Ritorno    |
| -------------- | ------ | --------- | ---------- | ---------- |
|                |        |           | 14.04.2010 | 28.04.2010 |
| Rudar Pljevlja | 2 – 1  | Petrovac  | 2 – 1      | 0 – 0      |
| Grbalj         | 2 – 4  | Budućnost | 0 – 1      | 2 – 3      |

## Finale
| Squadra 1      | Risultato | Squadra 2 |
| -------------- | --------- | --------- |
| 19.05.2010     |           |           |
| Rudar Pljevlja | 2 – 1     | Budućnost |

| Arbitro: | Jovan Kaluđerović (Cettigne) |

| |            | |
| Ranđelović 4’ (rig.) Igumanović 36’ | Marcatori  | 83’ Stolica |
| Radanović Ivanović Igumanović Bojović Bojić Sekulić Vlahović (68' Mićić) Brnović Useni Ranđelović (41' Tomić, 90+1' Idrizović) Jovanović | Formazioni | · Mileta Radulović · Mazić · Milan Radulović · Perišić 4’ · Lakićević (32' Nik. Vukčević) · Delić (43' Vuković) · Kudemor · Ajković · Bošković (70' Stolica) · P. Vukčević · Bećiraj |
| Vignjević | Allenatori | Nen. Vukčević |